# Composición étnica del Caribe
Las características étnicas comunes a todo el Caribe no son específicas de esta región, al ser compartidas por otros países no caribeños de América. Por tanto, a partir de esta perspectiva, no es correcto considerar el Caribe como una región diferenciada en el seno de este continente. Es pertinente dividir el Caribe en dos regiones, la española (que forma parte de Iberoamérica) y la germano-francesa, que constituye un área cultural específica de América, al no poderse subsumir en ninguna de las otras dos áreas culturales que integran este continente: Iberoamérica y Norteamérica germano-francesa. Lógicamente, la pertinencia de esta división entre los Caribes español y germano-francés no puede sino basarse en las similitudes al interior de uno y de otro, así como en las disparidades entre ambos. Las etnias principales son distintas en ambos Caribes: en el Caribe español son la ibérica o latina (dividida en criolla y mulata) y la negra; en el Caribe germano-francés son tres, la creole, la asiática y la germano-francesa. El hecho de que los Caribes inglés, francés y neerlandés compartan las mismas tres etnias principales constituye un argumento fundamental para integrarlos en una misma área cultural.
El Caribe español es más homogéneo que el germano-francés, e incluso que cada una de sus tres subregiones: la inglesa, la francesa y la neerlandesa. Esto se percibe en la distribución nacional de las etnias principales. En los tres países que componen el Caribe español, éstas son prácticamente las mismas (con la única salvedad de que la etnia negra se sitúa en torno a 10% en Cuba y 12%-20% en República Dominicana, pero en Puerto Rico no alcanza la categoría de principal), por lo que no se considera oportuno subdividirlo; mientras que en las entidades que conforman el Caribe germano-francés no sucede lo propio, lo que aconseja dividir a éste en tres conjuntos de países: creole (compuesto por los países de los Caribes inglés, francés y neerlandés en donde la única etnia principal es la creole), creole-asiático (integrado por los países de los Caribes inglés y neerlandés en donde las etnias principales son la creole y la asiática) y Caribe creole-germano-francés, compuesto por los países de los Caribes inglés y francés en donde las etnias principales son la creole y la germano-francesa. La percepción de cuáles son las etnias principales en cada uno de los países del Caribe germano-francés pone de manifiesto su heterogeneidad y exige una división del mismo que atraviesa, y por tanto no coincide con, la que se deriva de su colonización en las últimas décadas por determinadas metrópolis europeas (Caribe inglés, Caribe francés y Caribe neerlandés). De esta manera, el inglés integra países creoles, creole-asiáticos y creole-germano-franceses; el francés, países creoles y creole-germano-franceses; y el neerlandés, países creoles y creole-asiáticos.
La presencia biológica europea ha sido más notoria en el Caribe español que en el germano-francés, lo cual se manifiesta en dos características que se presentan conjuntamente en los tres países que componen al primero (Cuba, República Dominicana y Puerto Rico): porcentajes elevados de eurodescendientes y notable importancia del mestizaje, detectable sobre todo en que los mulatos biológicos son más numerosos que los negros biológicos, pero también en que en el mestizaje biológico del Caribe español la participación de eurodescendientes fue mayor que en el germano-francés. Por el contrario, en la casi totalidad del Caribe germano-francés o no se presenta ninguna de estas características (las importancias demográficas de los eurodescendientes y del mestizaje son escasas) o se presenta sólo una de ellas. En la mayoría de los países que componen el Caribe germano-francés no se presenta ninguna de estas dos características, pues en ellos los eurodescendientes no alcanzan a constituirse en etnia principal (por no alcanzar a representar 10%), los negros biológicos son más numerosos que los mulatos biológicos y, cuando la etnia creole (principalmente compuesta en estos casos de negros biológicos) comparte su carácter de principal con otra, ésta es la asiática, que no adquiere rango de principal en ninguno de los países del español. En esta situación (con claro predominio de los negros biológicos, compartido en ocasiones con una presencia importante de asiáticos) se encuentran 16 países del germano-francés (de un total de 24), entre ellos los únicos en el seno de este Caribe con más de un millón de habitantes: Haití, Jamaica y Trinidad y Tobago, los cuales representan conjuntamente 76% de la población total del Caribe germano-francés. Por otra parte, en seis países del Caribe germano-francés se presenta una sola de las dos características que simultáneamente se manifiestan en el español. En Bahamas, Bermudas e Islas Vírgenes Estadounidenses el porcentaje de eurodescendientes es relativamente elevado (aunque los mulatos biológicos son mucho más reducidos que los negros biológicos), en tanto que en Surinam (con alto porcentaje de asiáticos), Martinica y Guadalupe los negros biológicos son menos numerosos que los mulatos biológicos (si bien también es cierto que en el mestizaje del que provienen la participación europea ha sido históricamente menor que en el Caribe español, lo que implica menor grado de mestización), pero el porcentaje de eurodescendientes es muy escaso. Por tanto, en el seno del Caribe germano-francés, sólo las pequeñas entidades dependientes de Islas Caimán y Guayana Francesa exhiben simultáneamente las dos características a las que se refiere este apartado, aunque, como se verá en su momento, tienen características fundamentales que les asemejan al resto del Caribe germano-francés y que las distinguen del español.
Belice representa un caso especial en el Caribe, y en América en general, pues conjuga rasgos de Iberoamérica y del germano-francés. En este pequeño país centroamericano, sumamente heterogéneo pese a sus reducidas dimensiones, las dos categorías étnicas más importantes son la mestiza (subetnia que, junto con la mulata y la criolla, integra la etnia ibérica o latina continental) y la creole, si bien la indígena también rebasa el 10%.
La notable importancia demográfica de los afrodescendientes, la cual oscila entre 25% y más de 90% en los países caribeños, es una característica común a todos ellos. En realidad, con la excepción de Puerto Rico (en donde el porcentaje de afrodescendientes es el más bajo de los mencionados), en todas las entidades políticas consideradas en este apartado como caribeñas la proporción de la población con ascendencia africana supera el 40%. Por tanto, una característica que comparten todos los países de esta región americana es la importancia de lo africano que, por supuesto, no se reduce a los rasgos biológicos que sirven de principal criterio diferenciador en los recuentos estadísticos realizados para establecer la composición étnica de estos países, sino que también se manifiesta en el ámbito cultural. De cualquier forma, si se admite que las mismas familias que trasmiten rasgos biológicos de procedencia africana también trasmiten usualmente elementos culturales del mismo origen (lo que, obviamente, también se puede afirmar con respecto cualquier etnia), se constata la importancia de dichos rasgos biológicos para detectar, aunque sea de manera general, la importancia de lo africano en los conjuntos humanos de los que se trate.
Sin embargo, la presencia africana en América (el continente donde ésta es más notoria fuera de África) no se reduce al Caribe. También se manifiesta en la Norteamérica germano-francesa y en la Iberoamérica continental. Pero al respecto no se debe pasar por alto una diferencia. La importancia de dicha presencia en el Caribe es considerablemente mayor que la que se detecta en cualquiera de las dos naciones que, básicamente, configuran la Norteamérica germano-francesa (los afrodescendientes en Canadá no alcanzan a representar 1% y en Estados Unidos rondan 13% de la población nacional), en tanto que hay países de la Iberoamérica continental en donde la presencia africana es similar a la de algunas entidades caribeñas. En los tres países iberoamericanos que en un trabajo anterior he denominado “afromestizos” (Panamá, Colombia y Venezuela, los tres con extensas costas bañadas por el mar Caribe) la población afrodescendiente abarca entre 25 y 50% de las poblaciones nacionales respectivas, mientras que en Brasil integra casi la mitad de la población (Lizcano, 2005: 195-197). Por tanto, la importancia demográfica de los afrodescendientes sirve para distinguir al Caribe de la Norteamérica germano-francesa, no así para diferenciarlo de Iberoamérica. Veamos con más detenimiento las diferencias del Caribe con los países afromestizos, en primer lugar, y con Brasil, en segundo lugar.
Pese a que el porcentaje de afrodescendientes en algunos países caribeños es similar al de las naciones iberoamericanas . “afromestizas”, en éstas la subetnia mestiza (que conjuga características ibéricas y amerindias) tiene una importancia notable (entre 32 y 53%), mientras que es prácticamente inexistente en el Caribe. Esta diferencia entre los países afromestizos y los caribeños es lo suficientemente significativa para descartar la conveniencia de incorporar alguna nación caribeña al grupo de países afromestizos. Por el contrario, la composición étnica de Brasil es muy semejante a la de algunos países caribeños. En concreto las categorías étnicas principales (al margen de que sean catalogadas como etnias o subetnias) de Cuba, Puerto Rico y República Dominicana (los tres países que integran el Caribe español) son las mismas que las del gigante suramericano: criolla (caracterizada por su cultura eminentemente europea), mulata y, en ocasiones, negra (en las que se conjugan, aunque en diversas proporciones, las características occidentales con las sudsaharianas). Estos hechos aconsejan englobar a Brasil y al Caribe español en un mismo tipo de composición étnica, al cual he denominado “afrocriollo” (Lizcano, 2005: 195-197).